# Airat Ichmouratov
Airat Rafailovich Ichmouratov (Russe : Айрат Рафаилович Ишмуратов, Tatar Cyrillic : Айрат Рафаил улы Ишмурат) est un compositeur, chef d’orchestre et clarinettiste klezmer russo-canadien, né le 28 juin 1973. Il est membre fondateur et clarinettiste du groupe klezmer montréalais Kleztory, et professeur invité à l'Université Laval à Québec au Canada.

## Jeunesse
Ichmouratov est né et a grandi à Kazan, la capitale et la plus grande ville de la république du Tatarstan, Russie, il est le deuxième enfant de Razima Ichmouratova (Gatina) et Rafail Ichmouratov. Airat Ichmouratov est un représentant d'une dynastie théâtrale tatare. Son grand-père, Riza Fakhrutdinovich Ishmurat (Ishmuratov), était dramaturge, personnalité publique, publiciste et metteur en scène. Il était un artiste émérite de la RSFSR (république socialiste fédérative soviétique de Russie). Sa grand-mère, Rashida Abdulazyanovna Ziganshina, était actrice au Théâtre Académique d'État Tatar nommé de Galiaskar Kamal, personnalité publique, dramaturge et artiste du peuple de la république du Tatarstan et de la fédération de Russie.

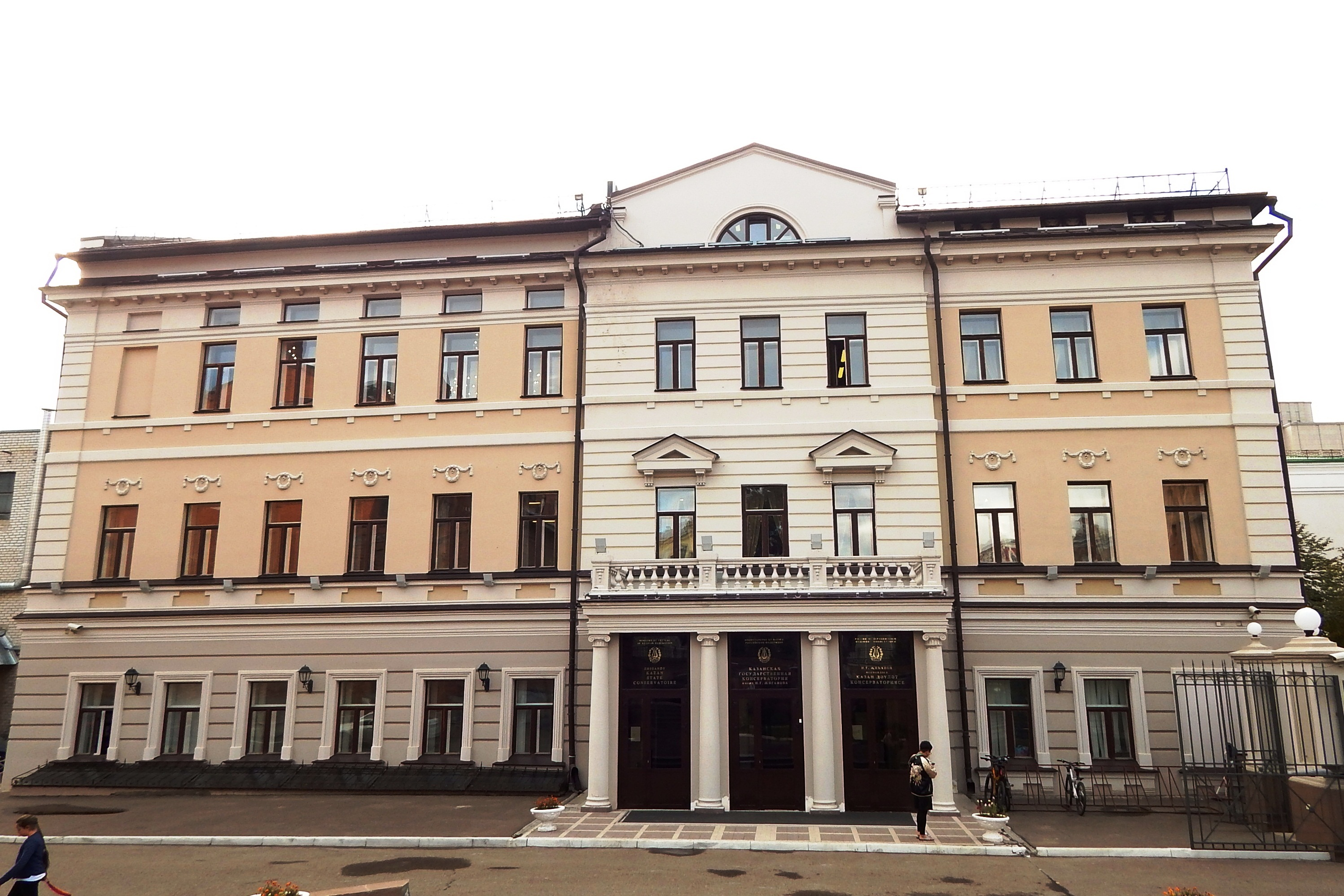
Conservatoire d'État de Kazan, où Ichmouratov est diplômé en 1996.

À l'âge de 7 ans, Ichmouratov a commencé son éducation musicale à l'École de Musique pour enfants n° 3 de Kazan du nom de Röstäm Yaxin. À cet endroit  il a commencé à apprendre à jouer de la flûte à bec, et à l'âge de 10 ans, il s'est également mis à la clarinette. Son premier professeur fut Ildus Almazov, un travailleur culturel émérite du Tatarstan. Il a poursuivi ses études au Kazan Music College du nom de IV Aukhadeev,, et au conservatoire de Kazan, où il a obtenu son diplôme en 1996,. En 1993, quand il a été nommé clarinette solo associé de

Théâtre d'opéra et de ballet d'État du Tatarstan nommé d'après Musa Dzhalil et de l'Orchestre Symphonique National du Tatarstan, il a commencé de grandes tournées en Europe.

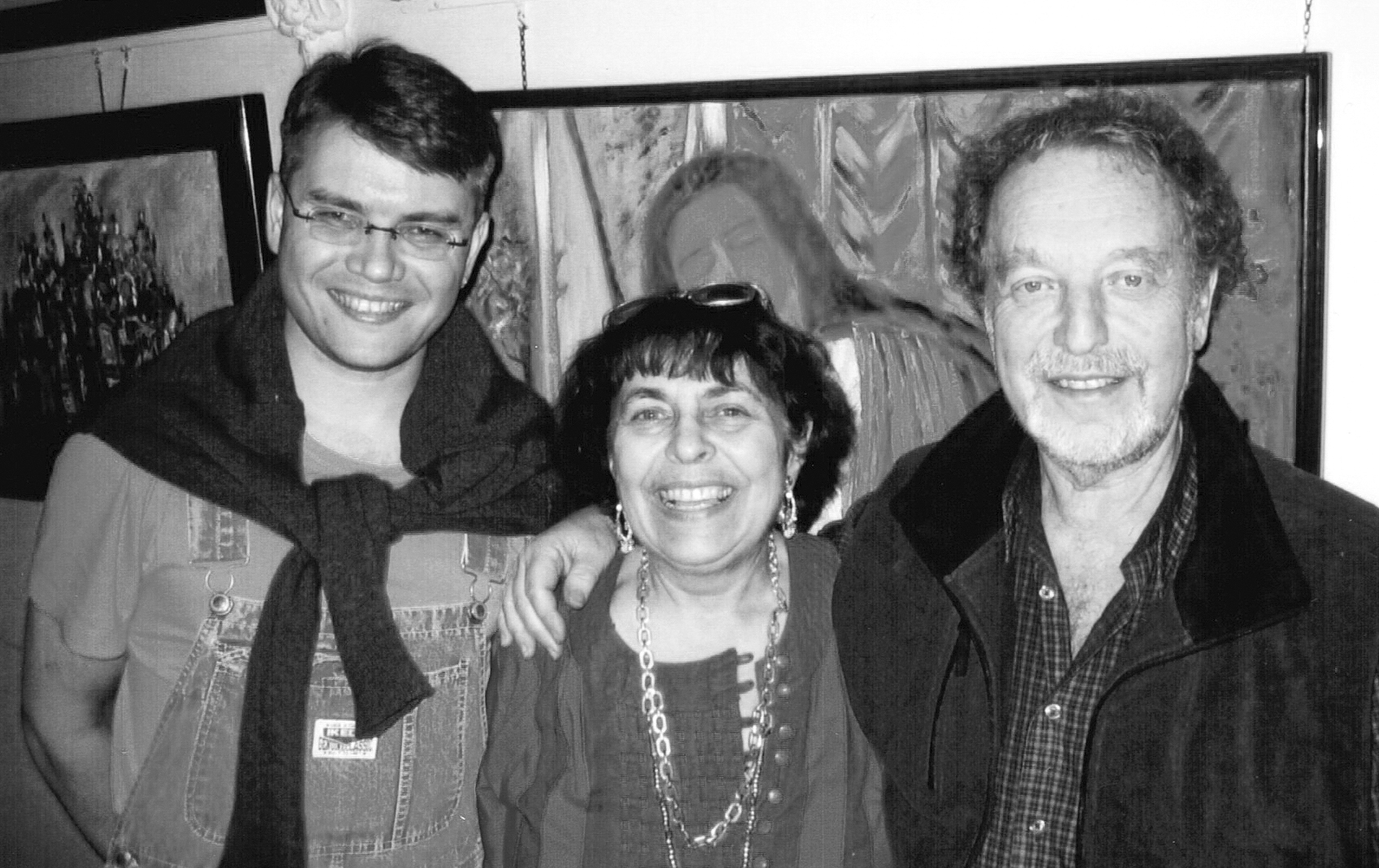
Le compositeur Airat Ichmouratov avec le violoncelliste et chef d'orchestre canadien Yuli Turovsky et son épouse, la violoniste Eleonora Turovsky, été 2001

En 1997, Ichmouratov est allé au Canada pour participer en tant qu'étudiant au Festival du Centre d'Arts d'Orford, où il a rencontré le célèbre violoncelliste, chef d'orchestre et professeur de musique canadien d'origine soviétique,, Yuli Turovsky, qu'Ichmouratov considérait comme un mentor et avec qui a collaboré à plusieurs reprises. En 2004, Turovsky a invité le groupe klezmer d'Ichmouratov, Kleztory, à enregistrer un CD avec l'orchestre de chambre I Musici de Montréal (Chandos Records),. Les « Danses fantastiques » d'Ichmouratov pour clarinette, violoncelle et piano avec cordes et percussions ont été commandées et enregistrées par Yuli Turovsky & I Musici de Montréal. L'œuvre a été créée au Pollack Hall le 20 décembre 2007.

## Carrière
En 1998, Ichmouratov déménage définitivement à Montréal, au Canada, où il obtient une maîtrise à l’Université de Montréal, où il étudie avec André Moisan. Il fonde ensuite le Trio Muczynski avec Luo Di au violoncelle et Evgenia Kirjner au piano, qui remporte le 1er Prix et le Grand Prix au Festival National de Musique (Canada 2002) et le 1er Prix au 8e Concours international de musique de chambre à Cracovie (Pologne, 2004). l convient de noter qu'à son arrivée au Canada, Ichmouratov, pour survivre, a été contraint de jouer dans les rues et dans les stations de métro de Montréal pendant les quatre premières années. Au cours de son entretien avec "Evening-Kazan", il a souligné l'apprentissage de compétences précieuses auprès des musiciens de rue, notamment l'improvisation, le jazz, le klezmer et la musique folklorique. Nécessaire pour interpréter tout ce qui était demandé, cette expérience a considérablement nourri, enrichi et renforcé son estime de soi et a joué un rôle essentiel dans son parcours pour devenir chef d’orchestre. Dans une autre entrevue accordée à Christophe Huss du journal Le Devoir, le compositeur mentionne qu'il est devenu compositeur presque par hasard. En 2000, il entreprend des études de chef d'orchestre à l'Université de Montréal. Au cours de ces études, il s'est inscrit à un cours d'orchestration avec Alan Belkin (avec qui plus tard Ichmouratov a étudié la composition) où les étudiants étaient chargés de composer et d'orchestrer une mélodie de trois manières différentes. Le compositeur est captivé par cet exercice. Composant initialement huit mesures, il s'est retrouvé incapable de s'arrêter. Tout au long de ce parcours créatif, il compose finalement son premier opus, un Quatuor à cordes de 45 minutes. Se lançant sur le chemin du musicien de rue, Airat Icmouratov s'impose aujourd'hui comme chef d'orchestre, clarinettiste klezmer et compositeur classique, ayant signé un nombre considérable de compositions.

### Chef d'orchestre
Après l'obtention de son diplôme de doctorat en direction d'orchestre à l'Université de Montréal (2005), le premier emploi d’Ichmouratov en tant que chef d’orchestre a été avec l'Orchestre de chambre Les Violons du Roy à Québec, où il a été chef assistant du chef d'orchestre canadien Bernard Labadie, spécialiste renommé dans le répertoire baroque et classique. Le concert Les Violons du Roy du 5 décembre 2008 intitulé « Impressions de Russie » sous la direction d’Ichmouratov, lors duquel il a également présenté la première mondiale de son Concerto pour Violoncelle, a remporté le Prix Opus dans la catégorie du Meilleur concert de l'année (musique Romantique). Ichmouratov a été nommé au poste de chef en résidence de l'Orchestre symphonique de Québec de 2009 à 2010, où il a assisté le chef d'orchestre et compositeur Yoav Talmi. En 2011, remplaçant sur une courte période Yuli Turovsky, Ichmouratov a mené I Musici de Montréal en tournée aux États-Unis, au Brésil et au Pérou. En octobre 2011, il a fait ses débuts avec l’Opéra académique de l’État du Tatarstan (Russie) et a été immédiatement réinvité à diriger Turandot de Puccini et Rigoletto de Verdi au cours de la saison 2012-2013, ainsi que lors de la Tournée européenne suivante. Au cours de la période 2018-2021, Ichmouratov a été compositeur et chef d'orchestre en résidence avec l'Orchestre Symphonique de Longueuil. Il est apparu comme chef invité avec plusieurs orchestres à travers le monde, dont l'Orchestre Symphonique d'État d'Izmir (Turquie), l'Orchestre Symphonique d'État Libre (Afrique du Sud), l'Orchestre Symphonique National du Tatarstan (Russie), l'Orchestre du Centre National des Arts, Orchestre Métropolitain et Les Grands Ballets Canadiens (Canada). En mai 2022, Ichmouratov a dirigé le Orchestre symphonique de Londres lors de l'enregistrement de ses propres concertos pour piano et alto pour Chandos Records.

### Kleztory

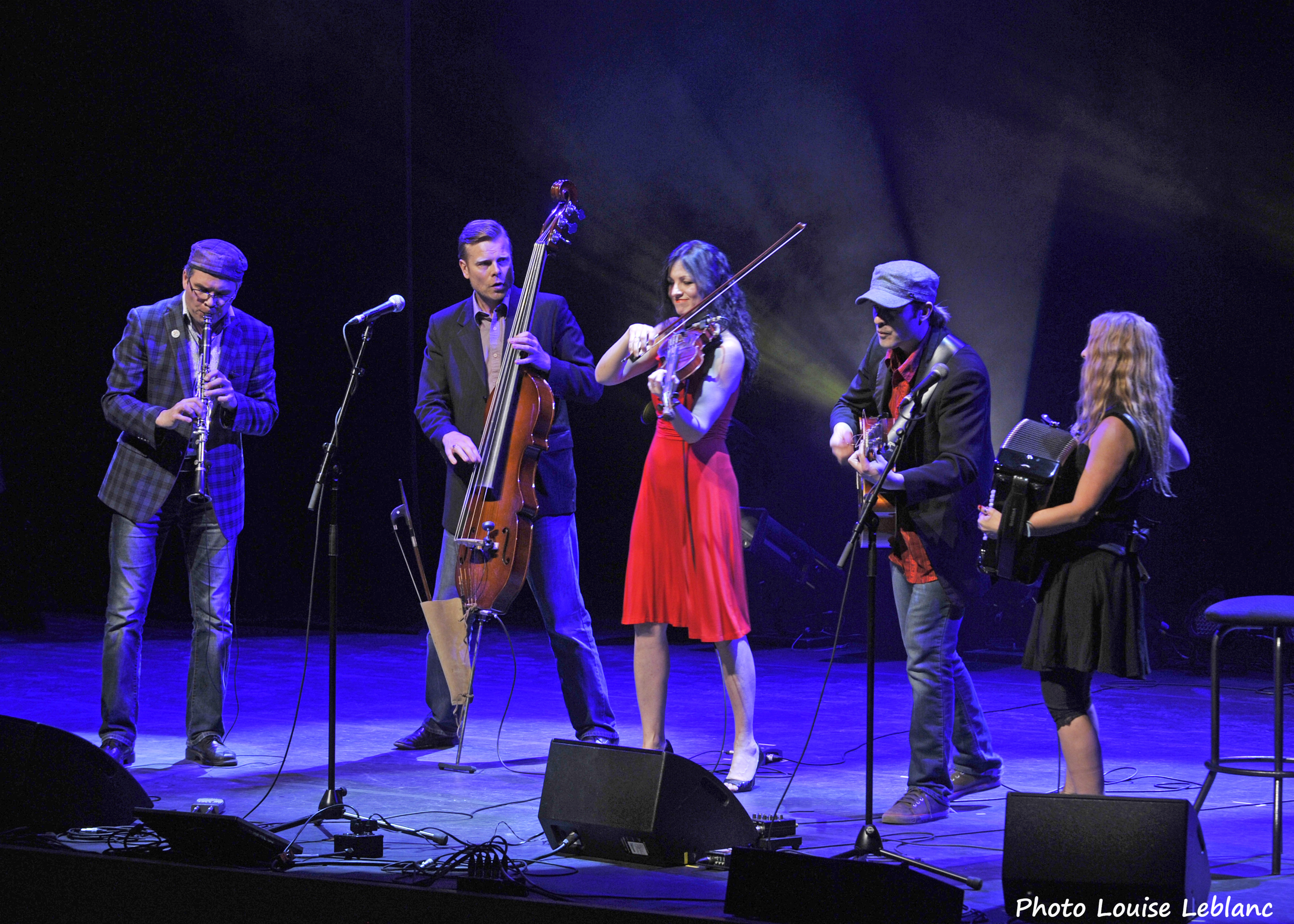
Kleztory en Concert, 18 février 2015, Québec, Canada

En l’an 2000, Ichmouratov rejoint le groupe klezmer Kleztory, dans lequel il joue actuellement de la clarinette, compose et réalise les arrangements. En 2004, Kleztory enregistre un CD pour Chandos Records (Grande-Bretagne) avec l’Orchestre de chambre I Musici de Montréal et Yuli Turovsky. En 2007, l’album de Kleztory « Nomade » remporte le prix Opus. L’album  « Arrival » (2014) a été nommé comme le Meilleur album de l'année dans la catégorie Musique Traditionnelle de l'ADISQ. En 2012, Kleztory est choisi comme unique participant canadien pour se présenter au troisième festival international de musique juive à Amsterdam. Le groupe remporte alors le Prix Fürth Klezmer, ce qui lui permet de se produire au festival du même nom qui se déroule en Allemagne au printemps suivant,. En 2018 Kleztory remporte le Prix Opus dans la catégorie - Le meilleur concert de musique du monde de l'année au Québec pour Mundial Tour et en 2022 dans la catégorie - Le meilleur album de musique du monde de l'année au Québec pour Momentum.
Ichmouratov est apparu avec Kleztory comme soliste avec plusieurs orchestres dont l’Orchestre symphonique de Montréal, l’Orchestre symphonique de Québec, l'Orchestre de chambre I Musici de Montréal, Les Violons du Roy et l'Orchestre de chambre de Bruxelles et a fait des tournées intensives au Canada, aux États-Unis, aux Pays-Bas, en France, en Allemagne, en Autriche, en Belgique, en Roumanie, au Brésil, au Mexique, en Norvège, en Suisse, en Hongrie, au Costa Rica et en Chine.

## Compositeur
Airat Ichmouratov est reconnu pour son style, qui tisse de manière complexe les fils du romantisme russe, de l'héritage des tatars, du folk canadien-français et de la tradition klezmer juive. Ses compositions reflètent un large éventail d'influences, faisant des clins d'œil aux compositeurs russes tels que Chostakovitch et Prokofiev. Son travail intègre fréquemment une variété d'instruments, offrant une fusion d'éléments de musique classique, folk et de musique du monde. Cet amalgame d'influences culturelles donne naissance à un son distinctif et multiculturel qui distingue Ichmouratov dans le domaine de la composition contemporaine. Parmi ses compositions, on trouve un opéra, une symphonie, huit ouvertures, des poèmes symphoniques, huit concertos, des concerti grossi, ainsi que de nombreuses œuvres pour ensembles de chambre, instruments solistes, groupe klezmer, et des compositions spécialement conçues pour les enfants. En 2017, Airat Ichmouratov obtient sa maîtrise en composition à l'Université de Montréal.

### Style musical
La musique d'Ichmouratov est généralement classée comme néo-romantique. Frédéric Cardin, qui a révisé l'enregistrement par Chandos de ses concertos pour piano et alto avec l'Orchestre symphonique de Londres, l'a qualifié de "leader de la musique néo-romantique contemporaine dans le monde". Dans une interview accordée à la Scena Musicale, qui l'a qualifié de « romantique du 21e siècle », mentionne que son répertoire préféré comprend des compositions de compositeurs russes notables tels que Tchaïkovski, Rachmaninov, Chostakovitch, Prokofiev, Moussorgski et Borodine. Ichmouratov, ayant grandi en Russie, a exprimé son attachement à cet héritage musical. Il admire également les compositeurs allemands tels que Mahler, Strauss et Wagner, trouvant leurs compositions particulièrement inspirantes. Plusieurs critiques ont déclaré que la musique d'Ichmouratov est tonale, bien orchestrée, souvent comparée à la musique de Khachaturian, Kalinnikov, Rachmaninov et Prokofiev. Katherine Cooper de PrestoMusic a mentionné dans sa critique qu'en écoutant les œuvres d'Ichmouratov sans connaissance préalable, elle aurait deviné que la majorité de sa musique orchestrale provenait de la première moitié du XXe siècle. Selon Yannick Nézet-Séguin, qui a interprété à plusieurs reprises la musique du compositeur, Ichmouratov excelle comme communicateur au sens le plus vrai du terme. Nézet-Séguin affirme que les œuvres du compositeur interpellent immédiatement l'auditeur, l'embarquant dans un voyage de narration, de paysages et d'émotions.

Certaines déclarations sur le langage musical du compositeur sont controversées. Michael Wilkinson de Music Web International, dans sa critique, a qualifié la Symphonie d'Ichmouratov de terne, exprimant la difficulté d'y identifier une voix distinctive. David Nice de BBC Classical Music a écrit que l'ouverture de la jeunesse d'Ichmouratov a "un contre-thème effrayant et étrange et une large mélodie synthétique". Pendant ce temps, Ateş Orga de Classical Source déclare qu'Ichmouratov possède un savoir-faire impeccable, un sens de l'orchestration impeccable et une riche veine de mélodie tonale/modale. Michael Church de BBC Classical Music a fait remarquer à propos du deuxième mouvement du Concerto pour alto n°1 d'Ichmouratov que la musique est « magnifique et très expressive ». Britannica déclare que l'ère du romantisme musical était caractérisée par l'accent mis sur l'individualité, l'expression émotionnelle personnelle et la liberté formelle. Nous pouvons retrouver tous ces éléments dans la musique d'Ichmouratov, aujourd'hui au XXIe siècle. Le compositeur, en entrevue à La Presse, parle de sa propre musique :

« ...Ma musique est le meilleur moyen d'exprimer ce que je ressens au fond de mon cœur. C'est une émotion que je transforme en un langage compris partout dans le monde. »

### Orchestration

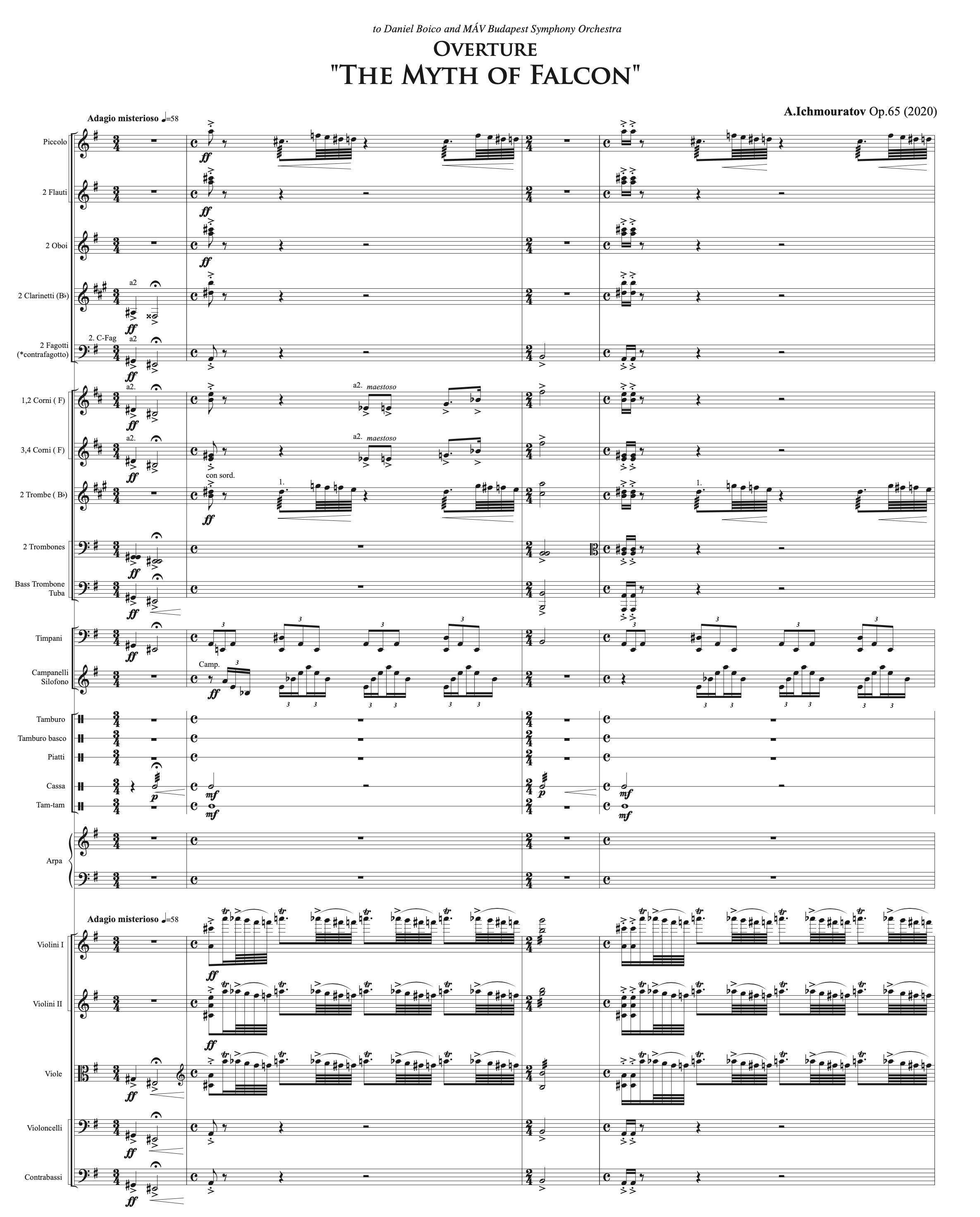
Airat Ichmouratov, Ouverture The Myth of Falcon, mm 1–4 (2020), La première page de la partition du chef d'orchestre démontre une orchestration grandeur nature

Selon divers témoignages, Airat Ichmouratov est reconnu comme un orchestrateur compétent,. La majorité de ses compositions orchestrales, couvrant l'opéra, la symphonie, les ouvertures et les concertos, sont écrites pour un grand orchestre, évoquant la période allant de la fin du 19e siècle jusqu'au milieu du 20e siècle, et impliquent souvent en moyenne 80 à 100 interprètes avec une gamme diversifiée d'instruments. Dans son mémoire de
maîtrise à l'Université de Montréal, où il parle de son Ouverture « Jeunesse », le compositeur note son admiration pour les orchestrations habiles de Tchaïkovski, Chostakovitch et Rachmaninov.

« ... L'orchestration de mon ouverture est influencée par les grands compositeurs russes : Pyotr Tchaikovsky, Sergei Rachmaninov et Dmitri Shostakovich. J'ai toujours été fasciné par les compétences d'orchestration de ces compositeurs. J'ai observé et utilisé l'idée de Tchaikovsky, qui utilise souvent dans les moments culminants des pédales harmoniques de cuivres avec de courtes pauses entre elles. Cela apporte plus de clarté à la mélodie et au changement harmonique. J'apprécie beaucoup quand Rachmaninov utilise toute la section des cordes pour jouer la mélodie à l'unisson accompagnée par les vents et les cuivres, alors j'ai décidé d'utiliser une orchestration similaire pour l'apparition du deuxième thème. La fanfare d'ouverture de Shostakovich dans sa Festive Overture a été une source d'inspiration pour l'orchestration des fanfares d'ouverture et du milieu de mon ouverture. »

### Motif 'Destin': une septième montante (A - C - G♯)

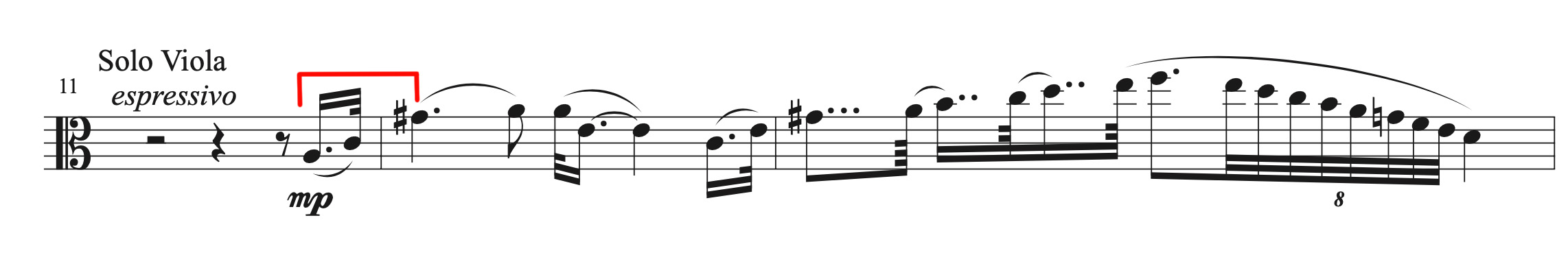
Exemple de motif « Destin » A.Ichmouratov, Trois Romances pour alto Op.22, III mv. mm 11-13.

Dans son entretien avec Keith Horner, alors qu'il travaillait sur son premier enregistrement Chandos du poème symphonique "Lettre d'une inconnue", le compositeur mentionne le motif "Destin" caractérisé par une septième montante (A - C - G♯). Ce motif est une figure musicale récurrente qui revêt une profonde signification thématique dans ses compositions. Il trouve son origine dans le saut de septième dans le solo de cor anglais du dernier mouvement de la Quatrième Symphonie de Chostakovitch. Ichmouratov a subtilement modifié ce motif, introduisant une tierce mineure au lieu d'une quarte parfaite au sein de la septième majeure, marquant son évolution et son intégration dans diverses œuvres telles que les Trois Romances pour Alto Op.22 (2009), le Quatuor à cordes n°4 Op.35 (2013), le Concerto pour Violoncelle n°2 op.57 (2018), le Concerto Grosso N2 op.60 (2018), les poèmes symphoniques pour cordes tels que « Lettre d'une femme inconnue » op.56 (2017) et « La Neuvième Vague » Op.61 (2019), le Concerto pour violon et violoncelle Op.66 (2020), le Concerto pour Flûte Op.64 (2020) et l'Opéra « L'Homme qui rit » Op.75 (2023). Ce motif, souvent associé aux thèmes du destin et de la persistance, prend diverses expressions dans sa musique, allant de moments poignants à de puissantes dissonances. Sa présence récurrente dans de multiples compositions souligne l'exploration artistique et la cohérence thématique d'Ichmouratov à travers son vaste œuvre.

### Hommage au Québec
Le 21 octobre 2020, Airat Ichmouratov a reçu le prix Charles Biddle,. Le Prix Charles-Biddle souligne la contribution exceptionnelle de personnes ayant immigré au Québec et dont l'engagement personnel ou professionnel contribue au développement culturel et artistique du Québec.
Plusieurs compositions d'Ichmouratov s'inspirent de l'histoire et des traditions folkloriques de la province de Québec, où le compositeur réside depuis 1998. L'Ouverture « Ville cosmopolite » op.29 a été commandée par Yannick Nézet-Séguin et créée sous la direction du compositeur avec l'Orchestre Métropolitain le 12 janvier 2012 à Montréal. Cette ouverture constitue une célébration du caractère cosmopolite de la ville de Montréal. Des éléments folkloriques québécois dans la musique peuvent être observés, ainsi que des fragments de mélodie arménienne, russe, juive, et une mélodie traditionnelle tatare, l'origine culturelle d'Ichmouratov. En 2020, un segment d'inspiration folklorique québécoise de l'Ouverture a été présenté lors de la cérémonie d'ouverture de la « Fête nationale du Québec », interprétée par Yannick Nézet-Séguin et l'Orchestre Métropolitain. De plus, en août 2022, le même orchestre a présenté l'Ouverture au pied du Mont Royal à Montréal, captivant un public de 50 000 spectateurs,.

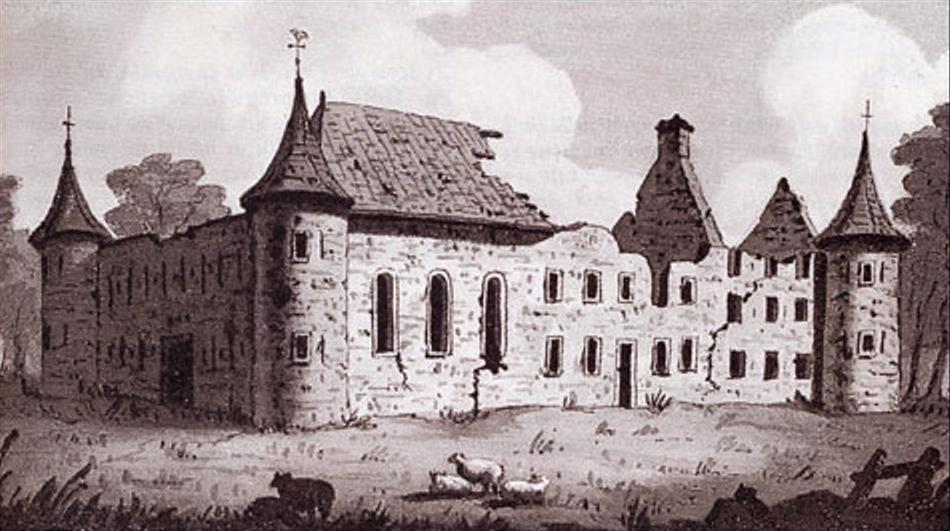
Ruines du fort Longueuil, qui ont inspiré la Symphonie en la mineur d'Ichmouratov « Sur les ruines d'un ancien fort », peinture de John Poad Drake

La Symphonie en la mineur « Sur les ruines d'un ancien fort » Op.55 d'Ichmouratov est un autre exemple du dévouement du compositeur à la culture et à l'histoire du Québec. Inspirée de l'histoire de la ville de Longueuil et du personnage de Charles le Moyne de Longueuil, elle a été commandée et interprétée par le chef d'orchestre canadien-français Marc David et l'Orchestre symphonique de Longueuil. Dans cette symphonie, le compositeur souhaitait raviver le dynamisme de Longueuil, une ville située sur la rive sud du fleuve Saint-Laurent, retracant son histoire depuis ses origines en tant qu'avant-poste de la Nouvelle-France (avec seulement les fondations du Fort Longueuil restant) jusqu'à nos jours. La Symphonie en la mineur a été enregistrée par Jean-Philippe Tremblay et l'Orchestre de la Francophonie, puis publiée par Chandos en août 2019.

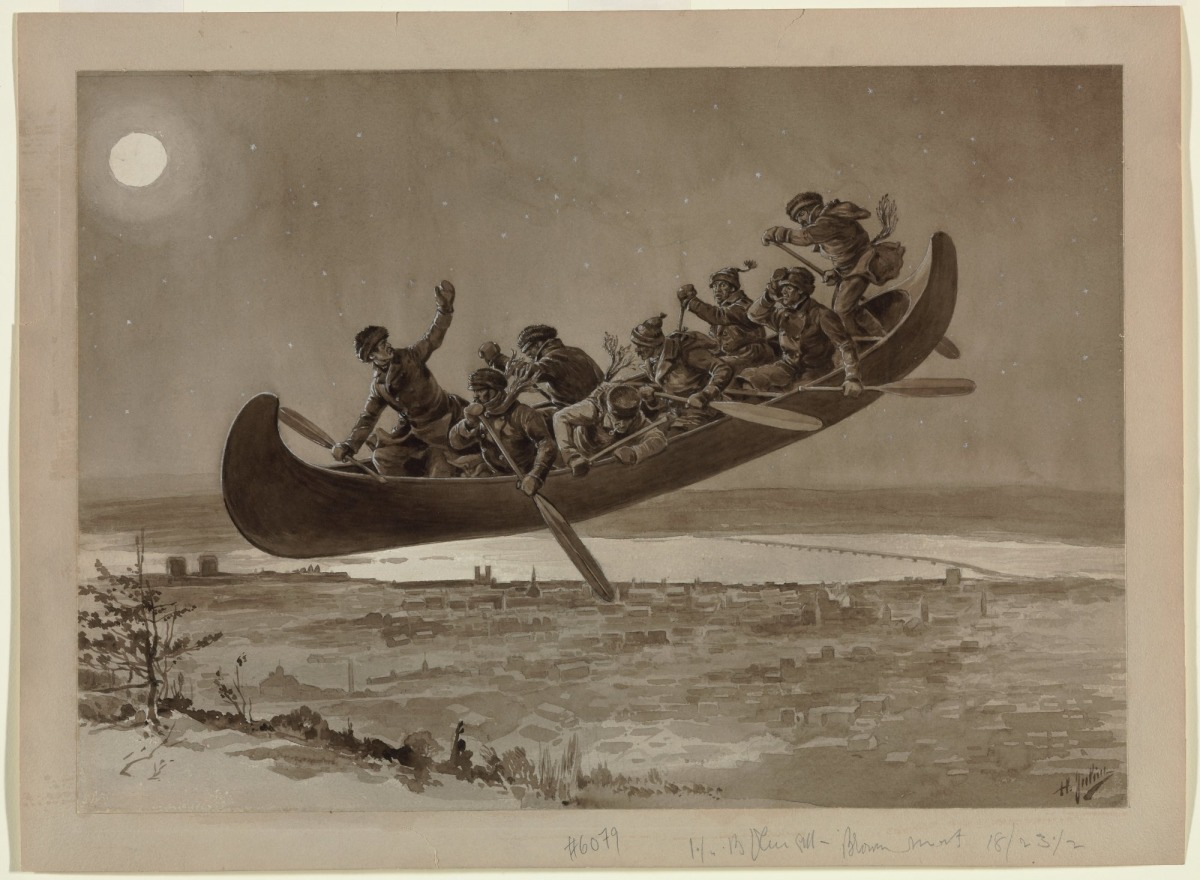
La Chasse-Galerie d' Henri Julien, 1906, Musée national des beaux-arts du Québec, Le conte populaire qui a inspiré Ichmouratov Ouverture "La Chasse-Galerie" Op.70

En 2021, Airat Ichmouratov compose l'Ouverture "La Chasse-Galerie" op.70, inspirée par le conte folklorique éponyme, une histoire canadienne-française bien connue mettant en scène des bûcherons des camps opérant autour de la rivière Gatineau. Dans cette histoire, les bûcherons concluent un accord avec le diable, décrivant une variante de la Chasse Sauvage. L'interprétation la plus célèbre de ce conte a été écrite par Honoré Beaugrand (1848-1906). Le conte a fait son apparition dans un livre de contes populaires canadiens-français intitulé « Légendes du Canada français » d'Edward C. Woodley. Le livre a été initialement publié en 1931, puis réédité en 1938.
Ouverture a été créée par l'Orchestre symphonique de Longueuil en décembre 2021 et en août 2023, elle a été dirigée par Alain Trudel et l' Orchestre de l'Académie Nationale du Canada.
Exemple d'inspiration du thème folklorique traditionnel canadien-français Alouette dans l'Ouverture "La Chasse-Galerie" Op.70 d'Ichmouratov
mm. 7-8

### Influences Klezmer

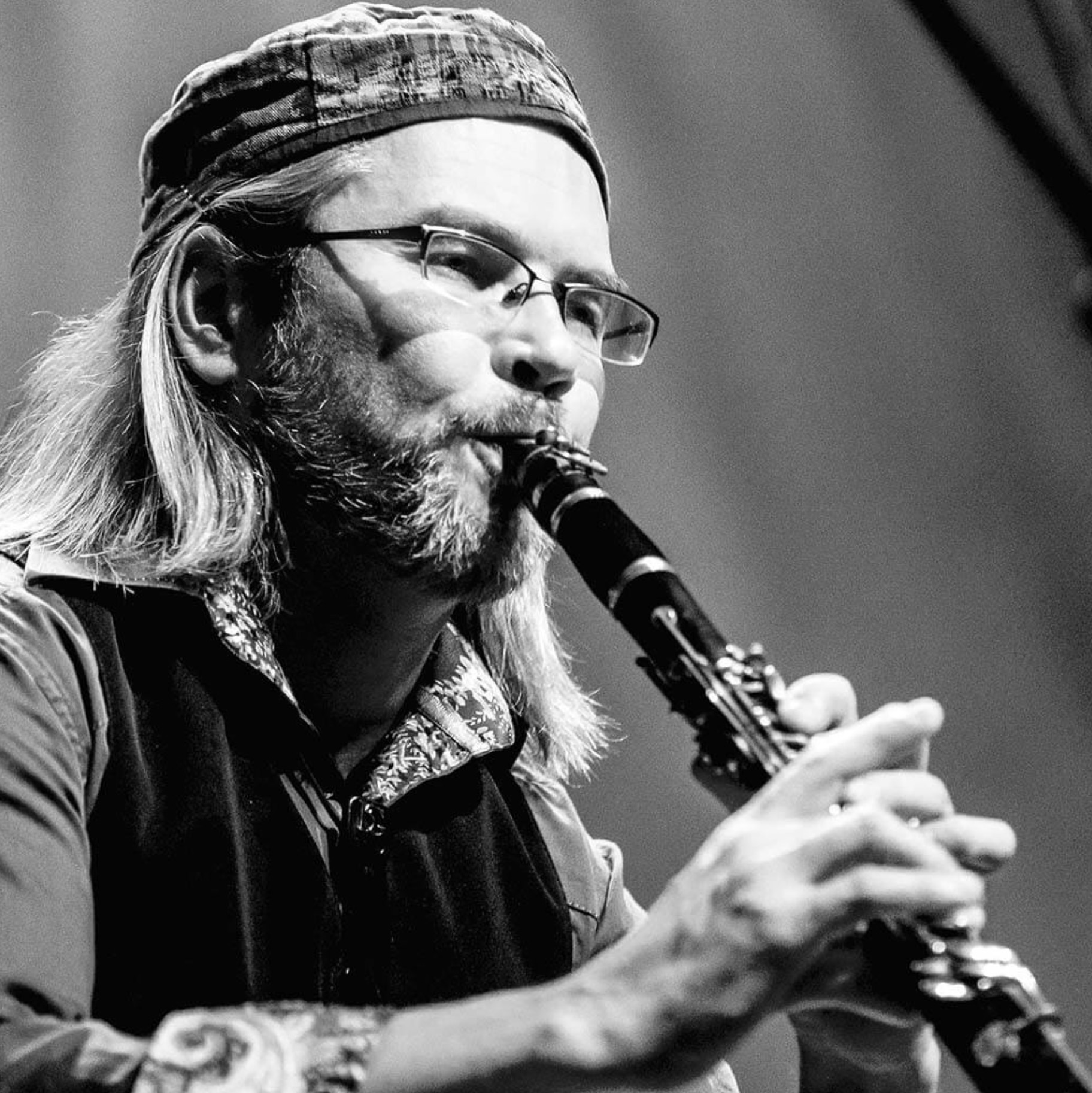
Airat Ichmouratov, clarinettiste et compositeur du groupe klezmer Kleztory, avril 2017

Le Klezmer est une tradition musicale instrumentale originaire des Juifs ashkénazes d'Europe centrale et orientale. Les éléments centraux de cette tradition comprennent des airs de danse, des mélodies rituelles et des improvisations virtuoses conçues pour l'écoute. En règle générale, ces éléments sont interprétés lors d’événements tels que des mariages et d'autres rassemblements sociaux,. Ayant une vaste expérience dans la musique klezmer en tant que clarinettiste, compositeur et arrangeur pendant plus de 23 ans au sein du groupe klezmer Kleztory, Airat Ichmouratov a composé et enregistré de nombreuses œuvres dans le style klezmer traditionnel avec Kleztory,. De plus, il a fréquemment incorporé des éléments folkloriques klezmer dans ses compositions classiques.
La première fois que l'on peut observer l'influence klezmer dans la composition classique d'Ichmouratov remonte à 2006, lorsque la Musique Centrale des Forces Armées Canadiennes a commandé, créé et enregistré "Fantasia sur des thèmes klezmer" Op.13 pour clarinette et orchestre d'harmonie,. Puis, en 2007, on peut remarquer un thème d'inspiration klezmer dans le deuxième mouvement des « Danses fantastiques » pour clarinette, violoncelle et piano à cordes et percussions Op.15.
Thème d'inspiration klezmer dans le deuxième mouvement des "Danses fantastiques" Op.15 d'Ichmouratov, partie piano
mm. 177-184
Commandée et enregistrée par l'orchestre de chambre Yuli Turovsky & I Musici de Montréal, la première mondiale de "The Fantastic Dances" a eu lieu à la salle Pollack le 20 décembre 2007. Ces trois danses s'inspirent des peintures surréalistes éponymes de Natasha Turovsky. Puis, en 2011, des thèmes d'inspiration klezmer sont clairement présents dans son Concerto grosso N1 Op.28 pour clarinette, violon, alto, violoncelle, piano et orchestre à cordes avec percussions. La composition est dédiée à Yuli Turovsky, avec qui il a collaboré à plusieurs reprises. En 2004, Turovsky a invité le groupe klezmer d'Ichmouratov, Kleztory, à enregistrer un CD avec l'orchestre de chambre I Musici de Montréal (Chandos Records),, ce qui est devenu une étape importante dans la carrière du groupe.
Dans la dernière section du premier mouvement, une clarinette mélismatique Doina devient un élément musical distinctif qui émerge. La phrase d'introduction de cette doina joue un rôle central dans la composition, agissant comme motif musical fondamental à partir duquel Ichmouratov développe l'intégralité du concerto. Les origines de la doina remontent aux traditions musicales folkloriques roumaines, mais elles sont désormais solidement ancrées dans le style musical klezmer.
A.Ichmouratov Concerto grosso N1 II mv. Partie de clarinette, exemple d'influence klezmer dans la musique d'Ichmouratov, clarinette Doina
mm.318-321
L'une des indications les plus notables de l'influence klezmer est perceptible dans la composition d'Ichmouratov, « Un jour d'une vie presque ordinaire », pour clarinette et quatuor à cordes ou orchestre à cordes Op.47, composée en 2015. Il a été commandé, créé et enregistré par le clarinettiste canadien-français André Moisan et le Quatuor à cordes Molinari de Montréal. La composition est écrite dans la tradition des œuvres de concerto classiques, mettant en vedette une clarinette solo, qui peut éventuellement être associée à une clarinette basse, en trois mouvements liés les uns aux autres. Tout au long de la pièce, on peut discerner divers éléments tirés de la musique traditionnelle klezmer, tels que la doina et le freylekh, le type d'air de danse klezmer le plus courant et le plus simple, caractérisé par des signatures rythmiques en 2/4, conçu pour les danses en cercle de groupe. Pour le thème principal du deuxième mouvement, Ichmouratov a utilisé un air klezmer traditionnel - Di Sapozhkelekh.

### Influences des cultures du monde

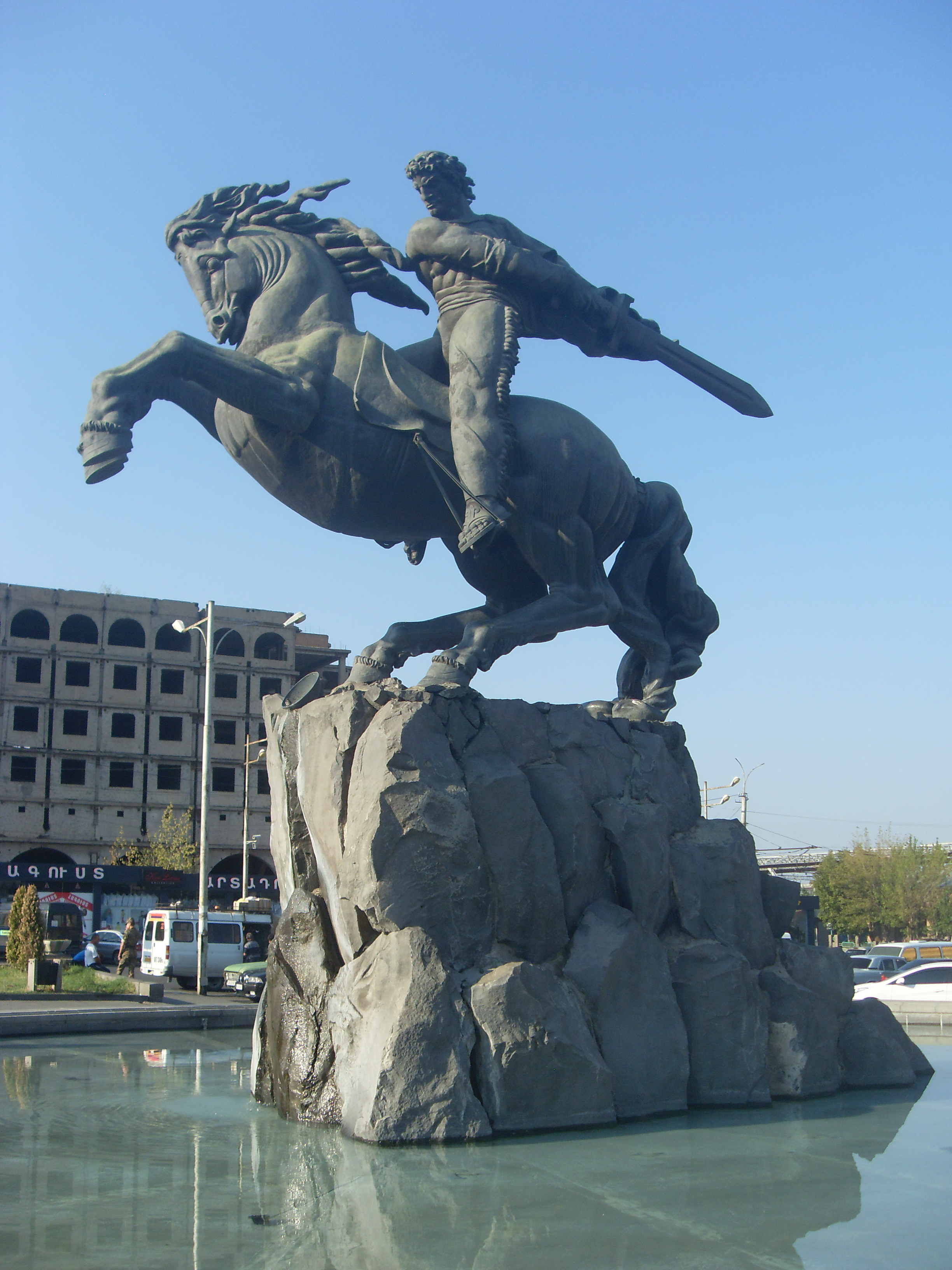
Monument à David de Sassoun à Erevan, qui est le héros principal de l'épopée nationale arménienne Les casse-cou de Sassoun, qui a inspiré la Fantaisie symphonique éponyme d'Ichmouratov

En plus de s'inspirer de la musique traditionnelle klezmer et des thèmes folkloriques québécois, Ichmouratov explore fréquemment le folklore de diverses autres cultures du monde, dont le hongrois - Ouverture The Myth of Falcon Op.65 (2020), l'arménien - "David of Sassoon" - Symphonic Fantasy d'après l'épopée arménienne Op.11 (2006), russe - Ouverture Pierre le Grand Op.62 (2019), Ouverture Koliada Op.67 (2020), Ouverture Maslenitsa Op.36 (2013), conte musical Shabarsha pour claquettes et orchestre à cordes Op.39 (2013), 3 poèmes d'après Alexandre Pouchkine Op.34 pour soprano et Orchestre de chambre (2012), japonais - Trio pour harpe, alto et flûte "Fujin's Dream" Op.58 (2018), croate et serbe - Trio pour Clarinette, violon et accordéon « Contes des Dinarides » Op.48 (2016) ,.
Exemple d'inspiration du thème folklorique traditionnel hongrois "Marosszéki kerek erdő" dans l'Ouverture d'Ichmouratov The Myth of Falcon Op.65
mm.31-34

### Réception critique
L'accueil global de son œuvre a été majoritairement positif. Cependant, certaines compositions d'Ichmouratov ont suscité des descriptions variées dans les critiques, allant de louanges pour leur caractère magnifique et expressif à des critiques soulignant des moments perçus comme ennuyeux et manquant quelque peu d'originalité. Ces commentaires couvrent tout le spectre des évaluations. David Nice du BBC Music Magazine a écrit : « J'ai dû me forcer à écouter la fin de la Symphonie en la mineur, plutôt un poème symphonique en quatre mouvements très conventionnels ». Guy Rickards de Gramophone a écrit : « la symphonie est colorée et descriptive... Une musique attrayante sinon géniale ». Michael Church du BBC Music Magazine a écrit à propos du Concerto pour alto N1 d'Ichmouratov : « son mouvement lent est magnifique ». Gregor Tassie de MusicWeb International a écrit : "entrée de l'alto dans un thème d'une beauté envoûtante". Frédéric Cardin de Panm360 a écrit : "...riche en harmonies coussinées et en moiré orchestral".
La musique d'Ichmouratov a été interprétée par Maxim Vengerov, Yannick Nézet-Séguin,, Jonathan Crow, Alexis Hauser, Alexander Gilman et LGT Young Soloists, Robert Langevin, Alain Trudel, Max Pollak, Stéphane Tétreault, Evgeny Bushkov & Orchestre de chambre Les Virtuoses de Moscou, Orchestre Symphonique de Londres, Orchestre symphonique de Québec, Orchestre Métropolitain, Orchestre symphonique de Taipei, Agnieszka Duczmal & Amadeus Chamber Orchestre de la Radio Polonaise, Les Violons du Roy, Orchestra London, New Orford String Quartet, Yuli Turovsky & I Musici de Montreal, Quatuor Alcan, Quatuor Molinari, Sinfonia Toronto dans des salles de concert telles que le Vienna Musikverein, le Konzerthaus Berlin, ElbPhilarmonie, Tonhalle Zürich, l'Opéra de Sydney, la Maison Symphonique de Montréal, et d'autres.
Ichmouratov a été nommé Compositeur Résident 2012 aux Concerts aux îles du Bic (Canada), en 2013 Compositeur d'été au Centre d'Arts Orford (Canada) et en 2015 Compositeur d'été à la 17e édition du Festival Classique des Hautes-Laurentides (Canada). Depuis 2010, Ichmouratov est compositeur associé au Centre de musique canadienne.

## Discographie
- Musique Klezmer, Kleztory (2002)
- Barber, Copland, Britten, Bruch, Kazan Chamber Orchestra La Primavera , Ak Bars (2002)[137]
- Klezmer, Kleztory, Yuli Turovsky & I Musici de Montreal Chamber Orchestra, Chandos Records (2004)
- Nomade, Kleztory, Lauréat du prix Opus 2007, Amerix (2007)[138]
- Chostakovitch, Weinberg, Ichmouratov, I Musici de Montréal Chamber Orchestra, Analekta (2008)[139]
- Symphonique , Le Vent du Nord et Québec Symphony Orchestra, CBC (2010)[140].
- Carte Postale, Alcan Quartet, ATMA Classique (2011)[141]
- Beethoven, Concerto pour violon (cadences par Ichmouratov), Symphonie no 7, Alexandre Da Costa, Taipei Symphony Orchestra, Warner Classics (2013)[142]
- Arrival, Kleztory , Amerix (2014)
- Tales from the Dinarides, Michael Bridge, Guillaume Tardif, Kornel Wolak, Wirth Institute (2017)
- Klezmer Dreams, Andre Moisan, Jean Saulnier and Molinari Quartet,ATMA Classique (2017)[143]
- Nigun, Kleztory, Amerix (2017)[144]
- Melodies of Nations, Romic – Moynihan Duo, Hedone Records (2017)
- Letter From an Unknown Woman, Three Romances for Viola, Concerto Grosso No. 1 – Belarusian State Chamber Orchestra, Evgeny Bushkov – Chandos (2019)[145]
- Youth' Overture, Maslenitsa Overture, Symphony, Op.55 'On the Ruins of an Ancient Fort' – Orchestre de la Francophonie, Jean-Philippe Tremblay – Chandos (2020)[146]
- Momentum, Kleztory - Chandos (2020)[147]
- Julia MacLaine, Preludes - Analekta (2022)[148]
- Ichmouratov: Viola Concerto No.1 / Piano Concerto – London Symphony Orchestra, Airat Ichmouratov conductor – Chandos (2023)[149]
- Meeting Point, Kleztory - Amerix (2023)[150]
- Destins Tragiques, I Musici de Montréal, Elvira Misbakhova alto - ATMA Classique (2023)[151]

## Liste des compositions

### Opéra
- L'Homme qui rit, op.75 (2023), adapté du roman de Victor Hugo.

### Orchestre
- Symphony Nº1 Op.55 "Sur les ruines de l'ancien fort" (2017)
- David de Sassoon, Fantaisie symphonique après épopée arménienne Op.11 (2006)
- Ouverture Halloweenesque Op.21 (2009)
- Ouverture Ville Cosmopolite Op.29 (2012)
- Ouverture Maslenitsa Op.36 (2013)
- Ouverture Jeunesse Op.50 (2016)
- Ouverture Pierre le Grand Op.62 (2019)
- Ouverture The Myth of Falcon Op.65 (2020)
- Ouverture Koliada Op.67 (2020)
- Ouverture La Chasse Galerie Op.70 (2021)

### Concerto avec orchestre
- Concerto pour Flute et orchestre Op.64 (2020)
- Concerto N°1 pour Alto et orchestre Op. 7 (2004)
- Concerto N°2 pour Alto et orchestre à cordes avec clavecin (en style Baroque), Op. 41 (2015)
- Concerto pour Hautbois et Cordes avec Percussions Op. 6 (2004)
- Concerto N°1 pour Violoncelle et orchestre à cordes avec Percussion Op. 18 (2009)
- Concerto N°2 pour Violoncelle et orchestre Op. 57 (2018)
- Concerto pour Piano et orchestre Op. 40 (2020)
- Double Concerto pour Violon et Violoncelle avec orchestre à cordes et Percussion Op. 66 (2020)
- Concerto grosso no 1 Op. 28 pour clarinette, violon, alto, violoncelle, piano et orchestre à Cordes avec percussions (2011)
- Concerto grosso no 2 Op. 60 pour Violon, Flute (recorder)et Harpe et orchestre à cordes (2018)
- Concerto grosso no 3 Op. 67 "Liechtenstein" pour 2 Violons, Alto et Violoncelle avec orchestre à cordes (2021)
- Fantaisie pour Alto et orchestre sur Opéra de Chostakovitch "Lady Macbeth du district de Mtsensk" Op. 12 (2006)
- 3 Romances pour Alto et Cordes avec Harpe Op. 22 (2009)
- Capriccio Rustico pour Violoncelle et orchestre Op. 26 (2010)
- The Ride of Cello-Vello Buffon pour Violoncelle avec orchestre, Op. 27 (2010)
- Fantastic Dances pour Clarinette, Violoncelle et Piano avec Cordes et Percussions, Op. 15 (2007)
- The Final Procession pour Clarinette, Violoncelle et Piano avec Cordes et Percussions Op. 37 (2013)
- The Arrival to the City pour Clarinette, Violoncelle et Piano avec Cordes et Percussions, Op. 38 (2013)
- Shabarsha pour danseur de claquettes et orchestre à cordes, Op. 39 (2013)
- Elegy pour orchestre, Violon et Cordes Op. 32 (2012)
- Adagio and Allegro con brio pour orchestre, Violon et Cordes Op. 43 (2015)
- Windcatcher pour orchestre, Clarinette et Cordes Op. 17 (2008)
- Fantasia sur les thèmes klezmer No.1 Op. 13 (2006)
- Sarasatiana Op. 20 pour orchestre, 5 Violons et Cordes (2009)

### Musique de chambre
- Trio "Nocturne" pour soprano, violoncelle et piano op.71 (2023)
- Trio "Tales from the Dinarides", Op 48 pour Violon, Clarinette, et Accordion (2016)
- Trio pour Clarinette, Alto et Piano Op.61 (2019)
- Trio pour Harpe, Alto et Flute "Le Rêve de Fujin" Op.58 (2018)
- Octuor à cordes "Lettre d'une inconnue" Op. 56 (2017)
- Quatuor à cordes No 1 Op. 1 (2003)
- Quatuor à cordes No 2 Op. 5 / Symphonie de chambre N2 pour Orchestre à Cordes Op. 5A (2009)
- Quatuor à cordes No 3 Op. 25 / Symphonie de chambre N3 pour Orchestre à Cordes Op. 25A (2010)
- Quatuor à cordes No 4 Op. 35 / Symphonie de chambre N4 pour Orchestre à Cordes Op. 35A (2013)
- Quintette à vent Op.63 (2019)
- 12 Préludes pour Quintette à vent, Op. 8 (2005)
- Sonate pour Clarinette et Piano «The Bells» Op. 9 (2005)
- Deux pièces pour Alto et Piano Op. 10 (2005)
- Fantaisie sur des thèmes klezmer No 2 Op. 16 pour Clarinette, Piano et Quatuor à Cordes (2008)
- Largo for Sanja pour Hautbois et Piano Op. 46
- One day of an almost ordinary life pour clarinette et quatuor à cordes Op. 47 / Clarinette et Orchestre à Cordes Op. 47A (2015)

### Vocal
- 3 poèmes d'après Alexandre Pouchkine Op. 34 pour Soprano et Orchestre de Chambre (2012)
- Nocturne pour soprano, violoncelle et piano op.71 (2023)

### Chœur
- Luc Aeterna for alto, violoncelle, harp et chœur Op.76 (2023)

### Musique pour Enfants
- Variations on Children’s Theme Op. 23 pour Cordes et Harpe (2010)
- Le chapeau du sorcier Op. 24 conte de musique, basé sur l'histoire de Tove Jansson (2010)
- Suite de Le chapeau du sorcier Op. 24 A (2010)
- “Shuburchunchiki ” Op. 19 (2010)
- Conte musical "Quand la Terre est devenue Eau", avec le théâtre de marionnettes et l'orchestre de chambre d'après le livre de Neeta Premchand (2019)
- Giraffe Op.48 pour orchestre à cordes(2016)
- Conte musical "Shabarsha" pour danseur de claquettes et orchestre à cordes Op.39 (2013)
- “Ares” le Dieu de la Guerre, Op.59 (2019)

### Violon solo
- Cadences Klezmer pour le Concerto pour violon, op. 33 de Beethoven (2012)

### Piano solo
- 5 Préludes pour piano, op. 44 (2015)

### Klezmer
- Juif à Rio pour groupe de musique klezmer Op. 2 (2000)
- Boléro pour groupe de musique klezmer Op. 3 (2000)
- La chanson de la Mer Morte pour groupe de musique klezmer Op. 4 (2006)
- Clarinette Doina Pour clarinette, groupe de musique klezmer et Orchestre symphonique Op. 30 (2012)
- Gut Yontif Pour groupe de musique klezmer et Orchestre symphonique Op. 31 (2012)[152].
- My Mother’s Nigun Op.45 pour groupe de musique klezmer (2015)
- Little Khosidl Op.46 pour groupe de musique klezmer (2016)
- Hora in G for Op.49 pour groupe de musique klezmer (2016)
- Churchill street Hora Op.51 pour groupe de musique klezmer (2016)
- Freilakh pour groupe de musique klezmer Op. 52 (2016)
- Soulmate Op.53 pour groupe de musique klezmer (2016)
- Waltz Op.54 pour groupe de musique klezmer (2016)
- The Wonderer Op. 71 pour groupe de musique klezmer (2022)
- Freilakh Op.72 pour groupe de musique klezmer (2022)

## Vie personnelle
Ichmouratov est marié à l'altiste et violoniste Elvira Misbakhova, et ils ont deux filles.